# Tecoma stans
Текома прямостояча (Tecoma stans) — вид рослин родини біньйонієвих (Bignoniaceae).

## Будова
Великий кущ від 1.5 до 10 метрів висоти. Молоді пагони зелені гладенькі, злегка прямокутної форми у розрізі. З часом пагони стають коричневими та покриваються корою.
Листки непарноперисті до 25 см довжини з 3-13 листочками із зубчастим краєм.
Ефектні яскраво-жовті квіти з'являються у суцвіттях. На трубці квітки видно кілька червонястих ліній. Плід — довгаста сплюснута коробочка. Коли плід достигає, він розламується і звільняє плоске папероподібне насіння, як легко переноситься вітром.

## Поширення та середовище існування

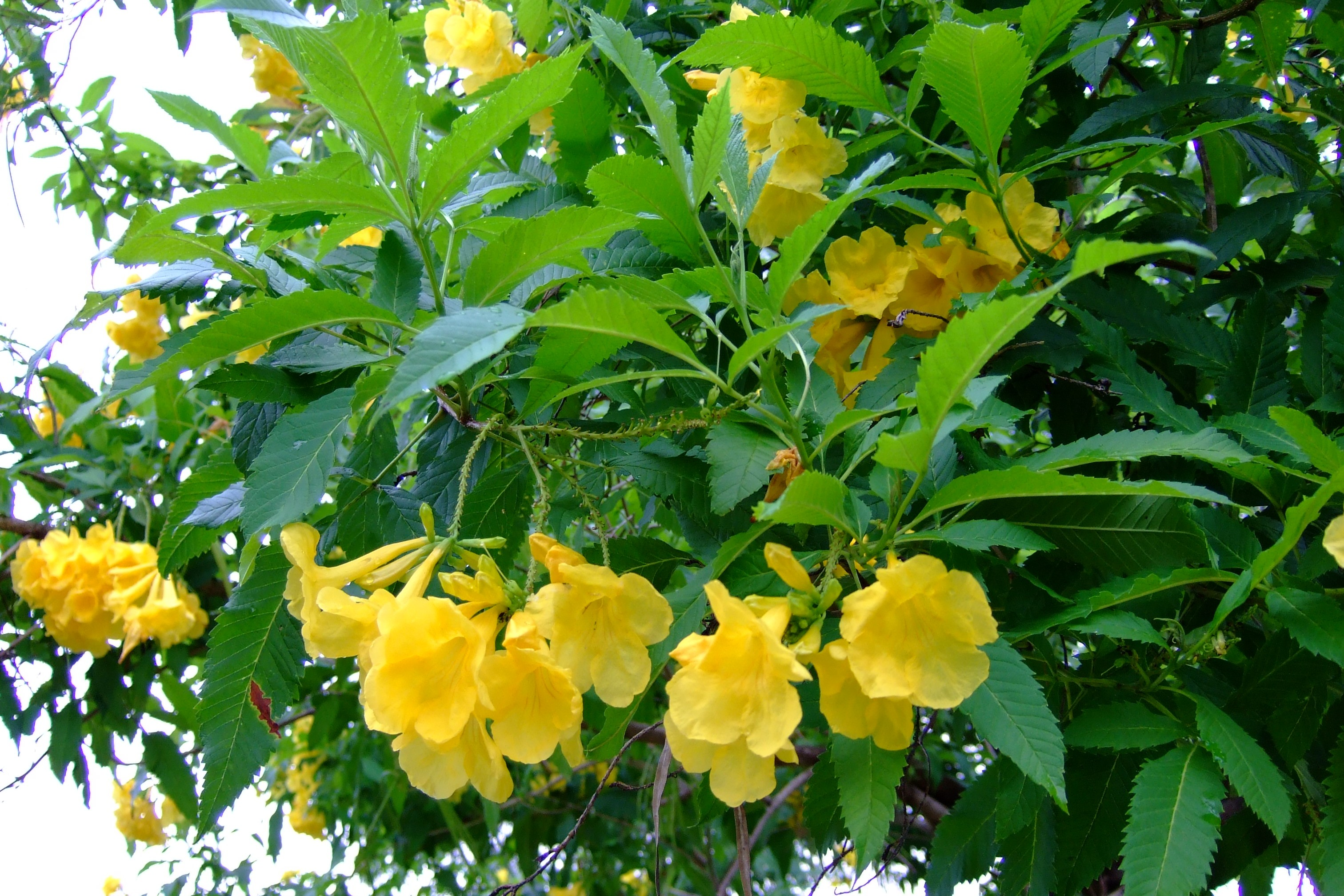
Квіти рослини на о. Тайвань

Походить з півдня США, Мексики, Центральної Америки, Перу та Еквадору. За допомогою людей рослина розповсюдилася в Австралії, Південно-східній Азії, східній Африці та островах з теплим кліматом.
Росте в тропіках як бур'ян вздовж доріг, на берегах водойм, лісових галявинах, пустирях.
Рослина включена у всесвітню базу інвазивних видів (GISD 2008), оскільки завдала значної шкоди місцевим видам у Австралії.

## Практичне використання
Використовується у декоративному садівництві.